# Leslye Waltonová
Leslye Waltonová je spisovatelka, autorka knihy Podivuhodné a krásné soužení Avy Lavender.

## Biografie
Vystudovala humanitní studia a žije v Seattlu, Washington. Pokud zrovna nepíše, učí studenty na střední škole, jak psát a stát se spisovateli.
Jejím debutem je kniha Podivuhodné a krásné soužení Avy Lavender, kterou řadíme k „magickému realismu nebo lyrické próze“. Nyní pracuje autorka na další novele.

## Dílo
- Podivuhodné a krásné soužení Avy Lavender (září 2014), nakladatelství CooBoo

## Recenze
- https://web.archive.org/web/20160305190509/http://vlcibouda.net/bouda/aktuality/493-zarijove-knizni-a-komiksove-novinky-skupiny-albatros